# Sarah Buxton
Sarah Buxton (* 3. Juli 1980 in Lawrence, Kansas) ist eine amerikanische Countrysängerin.

## Leben und Wirken
Sie gründete in ihrer Studienzeit an der Belmont University in Nashville die Southern-Rock-Band Stoik Oak, mit der sie drei Jahre lang auftrat. Anfänglich war sie Backgroundsängerin bei Kenny Rogers, John Corbett und bei Cowboy Troy, mit dem sie 2005 auch eine Single aufnahm. Dann konzentrierte sie sich auf eine Solokarriere und bekam einen Plattenvertrag bei Lyric Street.
Ihre Solodebütsingle Innocence war auch gleich erfolgreich und schaffte es bis auf Platz 31 der Countrycharts. In den folgenden Jahren folgten weitere Top-40-Countrysingles. Zudem nahm Keith Urban ihren Song Stupid Boy 2007 neu auf und hatte damit nicht nur einen Hit, sondern wurde auch mit einem Grammy ausgezeichnet. Es dauerte jedoch bis 2010 bis zum ersten Album von Sarah Buxton, das ihren Namen als Titel trug. Es kam auf Platz 12 der Countrycharts und auch in die offiziellen Billboard 200.
2008 spielte sie die Rolle der „Hokey Pokey Woman #3“ in dem Film Bedtime Stories.

## Diskografie

### Alben
| Jahr | Titel        | Höchstplatzierung, Gesamtwochen, AuszeichnungChartplatzierungen (Jahr, Titel, Platzierungen, Wochen, Auszeichnungen, Anmerkungen) | Höchstplatzierung, Gesamtwochen, AuszeichnungChartplatzierungen (Jahr, Titel, Platzierungen, Wochen, Auszeichnungen, Anmerkungen) | Anmerkungen |
| Jahr | Titel        | US | Country | Anmerkungen |
| ---- | ------------ | --- | --- | ----------- |
| 2010 | Sarah Buxton | US68 (2 Wo.)US | Country12 (10 Wo.)Country |             |

Weitere Veröffentlichungen
- 2007: Almost My Record (EP)

### Singles
| Jahr | Titel Album                                      | Höchstplatzierung, Gesamtwochen, AuszeichnungChartplatzierungen (Jahr, Titel, Album, Platzierungen, Wochen, Auszeichnungen, Anmerkungen) | Höchstplatzierung, Gesamtwochen, AuszeichnungChartplatzierungen (Jahr, Titel, Album, Platzierungen, Wochen, Auszeichnungen, Anmerkungen) | Anmerkungen |
| Jahr | Titel Album                                      | US | Country | Anmerkungen |
| ---- | ------------------------------------------------ | --- | --- | ----------- |
| 2006 | Innocence Almost My Record / Sarah Buxton        | — | Country31 (20 Wo.)Country |             |
| 2007 | That Kind Of Day Almost My Record / Sarah Buxton | — | Country26 (20 Wo.)Country |             |
| 2008 | Space Almost My Record / Sarah Buxton            | — | Country38 (16 Wo.)Country |             |
| 2009 | Outside My Window Sarah Buxton                   | — | Country23 (34 Wo.)Country |             |

### Gastbeiträge
| Jahr | Titel Album                               | Höchstplatzierung, Gesamtwochen, AuszeichnungChartplatzierungen (Jahr, Titel, Album, Platzierungen, Wochen, Auszeichnungen, Anmerkungen) | Höchstplatzierung, Gesamtwochen, AuszeichnungChartplatzierungen (Jahr, Titel, Album, Platzierungen, Wochen, Auszeichnungen, Anmerkungen) | Anmerkungen                             |
| Jahr | Titel Album                               | US | Country | Anmerkungen                             |
| --- | ----------------------------------------- | --- | --- | --------------------------------------- |
| 2011 | Let It Rain The Sound of a Million Dreams | US51 Gold · (20 Wo.)US | Country1 (51 Wo.)Country | David Nail feat. Sarah Buxton           |
| Folgende Lieder erschienen nicht als Single, wurden aber durch das Album zum Download und Streaming bereitgestellt und konnten somit eine Platzierung erlangen: |                                           | | |                                         |
| |                                           | | |                                         |
| 2013 | Dayum, Baby Here’s to the Good Times      | US— GoldUS | Country49 (3 Wo.)Country | Florida Georgia Line feat. Sarah Buxton |